# Edouard Moskalenko
Edouard Vladimirovitch Moskalenko (en russe : Эдуард Владимирович Москаленко), né le 2 août 1971 à Krasnodar, est un handballeur russe évoluant au poste de pivot. Il a notamment joué à Chambéry et en équipe nationale russe.

## Biographie
Edouard Moskalenko a joué jusqu'en 1997 avec le Polyot Tcheliabinsk avant de faire une saison à l'Istochnik Rostov. L'année suivante, il rejoint le puissant VfL Hameln entraîné par Alfreð Gíslason, où évolue déjà son compatriote Vassili Koudinov. Devant les difficultés financières connues par le club allemand, il s'engage au bout d'une saison avec Stjarnan, en Islande.
Avec l'équipe nationale russe, il dispute le Championnat d'Europe 1998 puis au Championnat d'Europe 2000, inscrivant notamment cinq buts en finale mais c'est la Suède menée par Magnus Wislander, Stefan Lövgren et Ljubomir Vranjes qui s'impose au bout de deux prolongations et remporte le titre. Il pense alors participer aux Jeux olympiques de Sydney mais est écarté sans ménagement au terme de la préparation pré-olympique. Il participera ensuite au Championnat du monde 2003, terminé à la 5e place
En 2001, il rejoint le SO Chambéry, où il se partage le poste de pivot avec Bertrand Gille. Dès sa première saison en Savoie, il remporte la Coupe de la Ligue 2002, avant de multiplier les places d'honneur avec son équipe.
Très apprécié des supporters, il prend sa retraite en 2007. Il s'installe en Russie la majeure partie de l'année pour s'occuper de l'exploitation agricole familiale près de Krasnodar, tandis que sa femme et ses enfants demeurent à Chambéry,. Un de ses fils, Ilia, joue d'ailleurs avec les Éléphants de Chambéry en Division 1 de hockey sur glace. Son autre fils, Daniyl est également handballeur, dans l'équipe réserve du Chambéry Savoie Mont Blanc Handball
En 2016, il reprend brièvement du service lors de ses séjours en France en disputant quelques rencontres avec l'équipe réserve de Chambéry évoluant en N1, particulièrement touchée par les blessures.
En 2018, il est nommé parmi les meilleurs joueurs étrangers ayant évolué dans le championnat d'Islande par le quotidien Fréttablaðið.

## Palmarès

### Club
Compétitions nationales
- Champion de France :
  - Vice-champion (3) : 2002, 2003, 2006
- Coupe de la Ligue
  - Vainqueur (1) : 2002
- Coupe de France
  - Finaliste (2) : 2002, 2005

Compétitions internationales
- Coupe des vainqueurs de Coupe (C2)
  - Quart de finaliste en 2003
- Ligue des champions : 
  - Qualifié en 2002, 2004, 2007

### Sélection nationale
- 4e place au Championnat d'Europe 1998
- Médaille d'argent au Championnat d'Europe 2000
- 5e place au Championnat du monde 2003